# Ian Wolfe
Ian Wolfe (Canton, 4 novembre 1896 – Los Angeles, 23 gennaio 1992) è stato un attore statunitense.

## Biografia
Ian Wolfe fu un veterano della prima guerra mondiale, durante la quale prestò servizio come sergente medico nell'esercito statunitense. Intrapresa la carriera di attore, debuttò sulle scene di Broadway nel 1921 al fianco di Lionel Barrymore nella pièce The Claw, e fu impiegato in numerose altre rappresentazioni del periodo come Lisistrata (1930), Bassifondi, The Age of Innocence e The Barretts of Wimpole Street (1931), le ultime due accanto alla stella del teatro Katharine Cornell.
Proprio l'interpretazione di Harry Bevan in The Barretts of Wimpole Street attirò su Wolfe l'attenzione di Irving Thalberg, potente produttore della MGM, che chiamò l'attore a Hollywood per affidargli il medesimo ruolo nella versione cinematografica della pièce, che si intitolò La famiglia Barrett (1934), e fu interpretata da Fredric March, Norma Shearer e Charles Laughton. Dal 1934, anno del suo debutto sugli schermi, fino al 1990 Wolfe fu una presenza assidua delle scene cinematografiche, interprete di un'innumerevole serie di brevi ma incisivi ruoli di carattere, per i quali fu particolarmente portato dal proprio aspetto fisico che lo faceva apparire più anziano di quanto fosse in realtà.
Pur essendo americano di nascita e di educazione, la lunga esperienza sul palcoscenico permise a Wolfe di affinare un'accurata dizione capace di avvicinarsi all'accento tipico dell'upper class britannica e di interpretare più volte, nelle sue oltre 250 apparizioni cinematografiche e televisive, autorevoli figure di avvocati, giudici, maggiordomi, ministri, professori e medici. Durante gli anni trenta recitò in molti celebri film come La tragedia del Bounty (1935), Maria Walewska (1937), Maria Antonietta (1938), L'eterna illusione (1938) e Il prigioniero di Amsterdam (1940).
Gli anni quaranta furono il decennio forse più intenso per Wolfe, la cui filmografia del periodo comprende decine di titoli celebri nei quali apparve spesso in ruoli brevissimi e non accreditati, come La signora Miniver (1942), Perdutamente tua (1942), Prigionieri del passato (1942), Bernadette (1943), L'eterna armonia (1945), Johnny Belinda (1948), La donna del bandito (1948). Nell'horror Manicomio (1946), accanto a Boris Karloff, interpretò l'avvocato Sidney Long, confinato con altri infelici nel famoso manicomio Bethlem Royal Hospital (popolarmente Bedlam) nella Londra del diciottesimo secolo, mentre nella commedia La casa dei nostri sogni (1948) impersonò Smith, il sensale che riesce a vendere a Jim e Muriel Blandings (Cary Grant e Myrna Loy) un'antica casa di campagna in precarie condizioni di conservazione.
La carriera di Wolfe proseguì negli anni cinquanta con altre interpretazioni degne di rilievo. Fu Caius Ligarius in Giulio Cesare (1953) di Joseph L. Mankiewicz, il dottor Minton in Gioventù bruciata (1955), il presidente degli Stati Uniti Calvin Coolidge in Corte marziale (1955). Da ricordare anche la sua apparizione nel ruolo del reverendo Elcott nel musical Sette spose per sette fratelli (1954), che al termine del film celebra il matrimonio dei fratelli Pontipee con le ragazze precedentemente rapite, e il ruolo defilato ma incisivo di Carter, il fidato assistente e segretario di studio di Sir Wilfrid Robarts (Charles Laughton), l'avvocato che assiste Leonard Vole (Tyrone Power), processato per omicidio nell'avvincente giallo Testimone d'accusa (1957) di Billy Wilder.
Dalla seconda metà degli anni cinquanta Wolfe iniziò ad apparire regolarmente alla televisione e, nel decennio successivo, recitò nelle più popolari serie del periodo, come Ai confini della realtà (1963), Il dottor Kildare (1963), Bonanza (1960-1965), Perry Mason (1966). Notevoli le sue due apparizioni nella serie classica di Star Trek: nell'episodio Nell'arena coi gladiatori (Bread and Circuses), trasmesso nel 1968, interpretò il ruolo di Septimus, il capo degli "Adoratori del Sole" perseguitati da una civiltà analoga a quella della Roma antica. Nel successivo episodio Un tuffo nel passato (All Our Yesterdays, 1969), Wolfe vestì i panni di Mr. Atoz, un bibliotecario del pianeta Sarpeidon, che di fronte alla minaccia di distruzione del pianeta, tenta di trasferire la sua razza nel passato per mezzo di un portale del tempo chiamato Atavachron.
Durante gli anni settanta e ottanta, malgrado l'avanzare dell'età Wolfe rimase attivo, proseguendo costantemente la carriera sul piccolo schermo. Da ricordare le sue apparizioni nelle serie Mistero in galleria (1972), Pepper Anderson - Agente speciale (1976), Arcibaldo (1977), L'albero delle mele (1983), Professione pericolo (1983-1985), Storie di guerra e di magia (1983), in cui impersonò il mago Traquil, e WKRP in Cincinnati (1981-1982), in cui vestì i panni del sarcastico e irriverente maggiordomo Hirsch.
In alcune occasioni tornò sul grande schermo per brevi ruoli in Due uomini e una dote (1975), commedia con Jack Nicholson e Warren Beatty, Scusi, dov'è il West? (1979), commedia western di Robert Aldrich, il kolossal Reds (1981) diretto da Beatty, fino all'ultima definitiva apparizione nel ruolo di Forger in Dick Tracy (1990), pellicola con cui l'attore novantaquattrenne chiuse la sua lunga e prolifica carriera di caratterista.
Dal matrimonio con Elizabeth Schroder, sposata nel 1924 e con la quale rimase fino alla morte, Wolfe ebbe due figlie, Moya e Deirdre. Morì il 23 gennaio 1992, all'età di novantacinque anni, per cause naturali.

## Filmografia

### Cinema
- The Fountain, regia di John Cromwell (1934)
- La famiglia Barrett (The Barrets of Wimpole Street), regia di Sidney Franklin (1934)
- Il grande Barnum (The Mighty Barnum), regia di Walter Lang (1934)
- Il conquistatore dell'India (Clive of India), regia di Richard Boleslawski (1935)
- The Raven, regia di Lew Landers (1935)
- Amore folle (Mad Love), regia di Karl Freund (1935)
- Mille dollari al minuto (1,000 Dollars a Minute), regia di Aubrey Scotto (1935)
- La tragedia del Bounty (Mutiny on the Bounty), regia di Frank Lloyd (1935)
- Il segreto di Joko (The Leavenworth Case), regia di Lewis D. Collins (1936)
- Paradisi artificiali (The Music Goes 'Round), regia di Victor Schertzinger (1936)
- L'angelo bianco (The White Angel), regia di William Dieterle (1936)
- Giulietta e Romeo (Romeo and Juliet), regia di George Cukor (1936)
- Simpatica canaglia (The Devil Is a Sissy), regia di W. S. Van Dyke (1936)
- The Bold Caballero, regia di Wells Root (1936)
- Primavera (Maytime), regia di Robert Z. Leonard (1937)
- The League of Frightened Men, regia di Alfred E. Green (1937)
- The Devil Is Driving, regia di Harry Lachman (1937)
- I candelabri dello zar (The Emperor's Candlesticks), regia di George Fitzmaurice (1937)
- La lucciola (The Firefly), regia di Robert Z. Leonard (1937)
- Maria Walewska (Conquest), regia di Clarence Brown, Gustav Machatý (1937)
- Romance of Louisiana, regia di Crane Wilbur – cortometraggio (1937)
- Captain Kidd's Treasure, regia di Leslie Fenton – cortometraggio (1938)
- Dopo Arsenio Lupin (Arsène Lupin Returns), regia di George Fitzmaurice (1938)
- Maria Antonietta (Marie Antoinette), regia di W.S. Van Dyke (1938)
- L'eterna illusione (You Can't Take It with You), regia di Frank Capra (1938)
- Blondie, regia di Frank R. Strayer (1938)
- Orphans of the Street, regia di John H. Auer (1938)
- Lincoln in the White House, regia di William C. McGann – cortometraggio (1939)
- Il manoscritto scomparso (Fast and Loose), regia di Edwin L. Marin (1939)
- Society Lawyer, regia di Edwin L. Marin (1939)
- Tell No Tales, regia di Leslie Fenton (1939)
- On Borrowed Time, regia di Harold S. Bucquet (1939)
- The Great Commandment, regia di Irving Pichel (1939)
- Blondie Brings Up Baby, regia di Frank R. Strayer (1939)
- Il primo ribelle (Allegheny Uprising), regia di William A. Seiter (1939)
- Il ritorno del dottor X (The Return of Dr. X), regia di Vincent Sherman (1939)
- The Earl of Chicago, regia di Richard Thorpe (1940)
- Abramo Lincoln (Abe Lincoln in Illinois), regia di John Cromwell (1940)
- Earthbound, regia di Irving Pichel (1940)
- We Who Are Young, regia di Harold S. Bucquet (1940)
- Il prigioniero di Amsterdam (Foreign Correspondent), regia di Alfred Hitchcock (1940)
- Il figlio di Montecristo (The Son of Monte Cristo), regia di Rowland V. Lee (1940)
- La baia di Hudson (Hudson's Bay), regia di Irving Pichel (1941)
- Il processo di Mary Dugan (The Trial of Mary Dugan), regia di Norman Z. McLeod (1941)
- La femmina di Singapore (Singapore Woman), regia di Jean Negulesco (1941)
- Innamorato pazzo (Love Crazy), regia di Jack Conway (1941)
- Avventura a Washington (Adventure in Washington), regia di Alfred E. Green (1941)
- Shining Victory, regia di Irving Rapper (1941)
- Paris Calling, regia di Edwin L. Marin (1941)
- Born to Sing, regia di Edward Ludwig (1942)
- Secret Agent of Japan, regia di Irving Pichel (1942)
- Sabotatori (Saboteur), regia di Alfred Hitchcock (1942)
- La signora Miniver (Mrs. Miniver), regia di William Wyler (1942)
- Il mistero di Burma (Bombs Over Burma), regia di Joseph H. Lewis (1942)
- Eagle Squadron, regia di Arthur Lubin (1942)
- Perdutamente tua (Now, Voyager), regia di Irving Rapper (1942)
- Famous Boners, regia di Douglas Foster – cortometraggio (1942)
- Incubo (Nightmare), regia di Tim Whelan (1942)
- Keep 'em Sailing, regia di Basil Wrangell – cortometraggio (1942)
- Prigionieri del passato (Random Harvest), regia di Mervyn LeRoy (1942)
- La luna è tramontata (The Moon Is Down), regia di Irving Pichel (1943)
- Sherlock Holmes a Washington (Sherlock Holmes in Washington), regia di Roy William Neill (1943)
- Don't You Believe It, regia di Edward L. Cahn – cortometraggio (1943)
- Il Falco in pericolo (The Falcon in Danger), regia di William Clemens (1943)
- Joko l'australiano (The Man from Down Under), regia di Robert Z. Leonard (1943)
- Una moglie in più (Holy Matrimony), regia di John M. Stahl (1943)
- Korvette K-225, regia di Richard Rosson (1943)
- Il carnevale della vita (Flesh and Fantasy), regia di Julien Duvivier (1943)
- Se non ci fossimo noi donne (Government Girl), regia di Dudley Nichols (1943)
- The Falcon and the Co-eds, regia di William Clemens (1943)
- Bernadette (The Song of Bernadette), regia di Henry King (1943)
- L'impostore (The Impostor), regia di Julien Duvivier (1944)
- Her Primitive Man, regia di Charles Lamont (1944)
- Seven Days Ashore, regia di John H. Auer (1944)
- Le bianche scogliere di Dover (The White Cliffs of Dover), regia di Clarence Brown (1944)
- L'ottava meraviglia (Once Upon a Time), regia di Alexander Hall (1944)
- L'artiglio scarlatto (The Scarlet Claw), regia di Roy William Neill (1944)
- La rivincita dell'uomo invisibile (The Invisible Man's Revenge), regia di Ford Beebe (1944)
- Are These Our Parents?, regia di William Nigh (1944)
- Wilson, regia di Henry King (1944)
- Reckless Age, regia di Felix E. Feist (1944)
- Sherlock Holmes e la perla della morte (The Pearl of Death), regia di Roy William Neill (1944)
- Gianni e Pinotto in società (In Society), regia di Jean Yarbrough (1944)
- The Merry Monahans, regia di Charles Lamont (1944)
- Babes on Swing Street, regia di Edward C. Lilley (1944)
- National Barn Dance, regia di Hugh Bennett (1944)
- The Mystery of the Riverboat, regia di Lewis D. Collins e Ray Taylor (1944)
- Murder in the Blue Room, regia di Leslie Goodwins (1944)
- L'eterna armonia (A Song to Remember), regia di Charles Vidor (1945)
- Zombies on Broadway, regia di Gordon Douglas (1945)
- Contrattacco (Counter-Attack), regia di Zoltán Korda (1945)
- Blonde Ransom, regia di William Beaudine (1945)
- Lo strangolatore di Brighton (The Brighton Strangler), regia di Max Nosseck (1945)
- Gli amanti del sogno (Love Letters), regia di William Dieterle (1945)
- Strange Confession, regia di John Hoffman (1945)
- Questo nostro amore (This Love of Ours), regia di William Dieterle (1945)
- L'agente confidenziale (Confidential Agent), regia di Herman Schumlin (1945)
- Il cavaliere mascherato (The Fighting Guardsman), regia di Henry Levin (1946)
- Conta solo l'avvenire (Tomorrow Is Forever), regia di Irving Pichel (1946)
- L'idolo cinese (Three Strangers), regia di Jean Negulesco (1946)
- The Notorious Lone Wolf, regia di D. Ross Lederman (1946)
- Il figlio di Robin Hood (The Bandit of Sherwood Forest), regia di Henry Levin e George Sherman (1946)
- Manicomio (Bedlam), regia di Mark Robson (1946)
- California Express (Without Reservations), regia di Mervyn LeRoy (1946)
- Il mistero del carillon (Dressed to Kill), regia di Roy William Neill (1946)
- The Searching Wind, regia di William Dieterle (1946)
- Gentleman Joe Palooka, regia di Cy Endfield (1946)
- La morte viene da Scotland Yard (The Verdict), regia di Don Siegel (1946)
- The Falcon's Adventure, regia di William Berke (1946)
- Vecchia California (California), regia di John Farrow (1947)
- That Way with Women, regia di Frederick de Cordova (1947)
- Notte senza fine (Pursued), regia di Raoul Walsh (1947)
- Disonorata (Dishonored Lady), regia di Robert Stevenson (1947)
- The Marauders, regia di George Archainbaud (1947)
- Corsari della terra (Wild Harvest), regia di Tay Garnett (1947)
- Desiderami (Desire Me), regia di George Cukor (1947)
- The Judge Steps Out, regia di Boris Ingster (1947)
- Peccatori senza peccato (If Winter Comes), regia di Victor Saville (1947)
- Mamma non ti sposare (Three Daring Daughters), regia di Fred M. Wilcox (1948)
- Il miracolo delle campane (The Miracle of the Bells), regia di Irving Pichel (1948)
- La casa dei nostri sogni (Mr. Blandings Builds His Dream House), regia di H.C. Potter (1948)
- Sul fiume d'argento (Silver River), regia di Raoul Walsh (1948)
- La donna del bandito (They Live by Night), regia di Nicholas Ray (1948)
- La bella imprudente (Julia Misbehaves), regia di Jack Conway (1948)
- Angelo in esilio (Angel in Exile), regia di Allan Dwan e Philip Ford (1948)
- Johnny Belinda, regia di Jean Negulesco (1948)
- Omicidio (Homicide), regia di Felix Jacoves (1949)
- La maschera dei Borgia (Bride of Vengeance), regia di Mitchell Leisen (1949)
- I fratelli di Jess il bandito (The Younger Brothers), regia di Edwin L. Marin (1949)
- La traccia del serpente (Manhandled), regia di Lewis R. Foster (1949)
- Gli amanti della città sepolta (Colorado Territory), regia di Raoul Walsh (1949)
- Joe Palooka in the Counterpunch, regia di Reginald Le Borg (1949)
- La mia amica Irma (My Friend Irma), regia di George Marshall (1949)
- Credimi (Please Believe Me), regia di Norman Taurog (1950)
- Uomo bianco, tu vivrai! (No Way Out), regia di Joseph L. Mankiewicz (1950)
- Ogni anno una ragazza (The Petty Girl), regia di Henry Levin (1950)
- Le frontiere dell'odio (Copper Canyon), regia di John Farrow (1950)
- I clienti di mia moglie (Emergency Wedding), regia di Edward Buzzell (1950)
- The Magnificent Yankee, regia di John Sturges (1950)
- Il grande Caruso (The Great Caruso), regia di Richard Thorpe (1951)
- La maschera del vendicatore (Mask of the Avenger), regia di Phil Karlson (1951)
- Un posto al sole (A Place in the Sun), regia di George Stevens (1951)
- È arrivato lo sposo (Here Comes the Groom), regia di Frank Capra (1951)
- Neve rossa (On Dangerous Ground), regia di Nicholas Ray (1952)
- La città prigioniera (The Captive City), regia di Robert Wise (1952)
- Holiday for Sinners, regia di Gerald Mayer (1952) (
- I miserabili (Les miserables), regia di Lewis Milestone (1952)
- Il corsaro (Captain Pirate), regia di Ralph Murphy (1952)
- Something for the Birds, regia di Robert Wise (1952)
- Giulio Cesare (Julius Caesar), regia di Joseph L. Mankiewicz (1953)
- L'orfana senza sorriso (Scandal at Scourie), regia di Jean Negulesco (1953)
- La regina vergine (Young Bess), regia di George Sidney (1953)
- Il mago Houdini (Houdini), regia di George Marshall (1953)
- Non cercate l'assassino (99 River Street), regia di Phil Karlson (1953)
- L'attrice (The Actress), regia di George Cukor (1953)
- Addio signora Leslie (About Mrs. Leslie), regia di Daniel Mann (1954)
- Sette spose per sette fratelli (Seven Brides for Seven Brothers), regia di Stanley Donen (1954)
- Tra due amori (Her Twelve Men), regia di Robert Z. Leonard (1954)
- The Steel Cage, regia di Walter Doniger (1954)
- Il calice d'argento (The Silver Chalice), regia di Victor Saville (1954)
- Il covo dei contrabbandieri (Moonfleet), regia di Fritz Lang (1955)
- Il ladro del re (The King's Thief), regia di Robert Z. Leonard (1955)
- Gioventù bruciata (Rebel Without a Cause), regia di Nicholas Ray (1955)
- Sogno d'amore (Sincerely Yours), regia di Gordon Douglas (1955)
- Corte marziale (The Court-Martial of Billy Mitchell), regia di Otto Preminger (1955)
- Diana la cortigiana (Diane), regia di David Miller (1956)
- Gaby, regia di Curtis Bernhardt (1956)
- Testimone d'accusa (Witness for the Prosecution), regia di Billy Wilder (1957)
- Il segreto di Pollyanna (Pollyanna), regia di David Swift (1960)
- Mondo perduto (The Lost World), regia di Irwin Allen (1960)
- Una notte movimentata (All in a Night's Work), regia di Joseph Anthony (1961)
- Avventura nella fantasia (The Wonderful World of the Brothers Grimm), regia di Henry Levin e George Pal (1962)
- Horla - Diario segreto di un pazzo (Diary of a Madman), regia di Reginald Le Borg (1963)
- One Man's Way, regia di Denis Sanders (1964)
- Assassinio al terzo piano (Games), regia di Curtis Harrington (1967)
- L'uomo che fuggì dal futuro (THX 1138), regia di George Lucas (1971)
- L'uomo terminale (The Terminal Man), regia di Mike Hodges (1974)
- Criminali in pantofole (Homebodies), regia di Larry Yust (1974)
- Due uomini e una dote (The Fortune), regia di Mike Nichols (1975)
- I Wonder Who's Killing Her Now?, regia di Steven Hilliard Stern (1975)
- Mr. Sycamore, regia di Pancho Kohner (1975)
- Arizona campo 4 (Mean Dog Blues), regia di Mel Stuart (1978)
- The Seniors, regia di Rod Amateau (1978)
- Scusi, dov'è il West? (The Frisco Kid), regia di Robert Aldrich (1979)
- Up the Academy, regia di Robert Downey Sr. (1980)
- Reds, regia di Warren Beatty (1981)
- Un giocatore troppo fortunato (Jinxed!), regia di Don Siegel (1982)
- Dr. Creator - Specialista in miracoli (Creator), regia di Ivan Passer (1985)
- Al diavolo il paradiso (Checking Out), regia di David Leland (1989)
- Dick Tracy, regia di Warren Beatty (1990)

### Televisione
- Il cavaliere solitario (The Lone Ranger) – serie TV, episodio 1x11 (1949)
- Hopalong Cassidy – serie TV, 1 episodio (1952)
- Waterfront – serie TV, 1 episodio (1954)
- TV Reader's Digest – serie TV, episodio 1x09 (1955)
- Lux Video Theatre – serie TV, 1 episodio (1955)
- Wire Service – serie TV, episodio 1x07 (1956)
- State Trooper – serie TV, 1 episodio (1959)
- Carovane verso il West (Wagon Train) – serie TV, 1 episodio (1959)
- Cimarron City – serie TV, episodio 1x26 (1959)
- Sugarfoot – serie TV, 1 episodio (1960)
- Lawman – serie TV, 1 episodio (1960)
- Lotta senza quartiere (Cain's Hundred) – serie TV, 1 episodio (1961)
- The Dick Powell Show – serie TV, episodio 1x28 (1962)
- Indirizzo permanente (77 Sunset Strip) – serie TV, episodio 5x21 (1963)
- La legge del Far West (Temple Houston) – serie TV, episodio 1x08 (1963)
- Ai confini della realtà (The Twilight Zone) – serie TV, episodio 5x08 (1963)
- Il fuggiasco (The Fugitive) – serie TV, 1 episodio (1963)
- Il dottor Kildare (Dr. Kildare) – serie TV, 1 episodio (1963)
- La grande avventura (The Great Adventure) – serie TV, episodi 1x10-1x13 (1963-1964)
- Bonanza – serie TV, 4 episodi (1960-1965)
- Gunsmoke – serie TV, 1 episodio (1965)
- Branded – serie TV, episodio 2x06 (1965)
- I giorni di Bryan (Run for Your Life) – serie TV, episodio 1x07 (1965)
- Perry Mason – serie TV, 1 episodio (1966)
- The Andy Griffith Show – serie TV, 1 episodio (1966)
- Codice Gerico (Jericho) – serie TV, episodio 1x13 (1966)
- Il Calabrone Verde (The Green Hornet) – serie TV, 1 episodio (1967)
- Amore in soffitta (Love on a Rooftop) – serie TV, 1 episodio (1967)
- Gli invasori (The Invaders) – serie TV, 1 episodio (1967)
- F.B.I. (The F.B.I.) – serie TV, 2 episodi (1966-1968)
- Star Trek – serie TV, episodi 2x25-3x23 (1968-1969)
- Daniel Boone – serie TV, 1 episodio (1969)
- Lancer – serie TV, 3 episodi (1968-1969)
- Il virginiano (The Virginian) – serie TV, episodio 9x08 (1970)
- La famiglia Partridge (The Partridge Family) – serie TV, 1 episodio (1971)
- Mistero in galleria (Night Gallery) – serie TV, 1 episodio (1972)
- Ironside – serie TV, 1 episodio (1972)
- A tutte le auto della polizia (The Rookies) – serie TV, 1 episodio (1972)
- La figlia del diavolo (The Devil's Daughter), regia di Jeannot Szwarc (1973) – film TV
- Squadra emergenza (Emergency!) – serie TV, 1 episodio (1973)
- Hec Ramsey – serie TV, 1 episodio (1973)
- Adam-12 – serie TV, 1 episodio (1973)
- Il mago (The Magician) – serie TV, 1 episodio (1974)
- Giovani cowboys (The Cowboys) – serie TV, 1 episodio (1974)
- Mary Tyler Moore – serie TV, 1 episodio (1975)
- Phyllis – serie TV, 1 episodio (1975)
- Wonder Woman – serie TV, 1 episodio (1975)
- Hawaii Squadra Cinque Zero (Hawaii Five-O) – serie TV, 1 episodio (1975)
- Pepper Anderson agente speciale (Police Woman) – serie TV, 1 episodio (1976)
- Arcibaldo (All in the Family) – serie TV, 1 episodio (1977)
- Taxi – serie TV, 1 episodio (1979)
- Trouble in High Timber Country, regia di Vincent Sherman – film TV (1980)
- Flo – serie TV, 1 episodio (1981)
- Nancy, Sonny & Co. (It's a Living) – serie TV, 1 episodio (1981)
- Barney Miller – serie TV, 2 episodi (1977-1982)
- WKRP in Cincinnati – serie TV, 4 episodi (1981-1982)
- Cin cin (Cheers) – serie TV, 1 episodio (1982)
- Storie di guerra e di magia (Wizards and Warriors) – serie TV, 4 episodi (1983)
- Alice – serie TV, 1 episodio (1983)
- Mai dire sì (Remington Steele) – serie TV, 1 episodio (1983)
- L'albero delle mele (The Facts of Life) – serie TV, 2 episodi (1983)
- Professione pericolo (The Fall Guy) – serie TV, 2 episodi (1983-1985)
- Top Secret (Scarecrow and Mrs. King) – serie TV, 1 episodio (1986)
- Storie incredibili (Amazing Stories) – serie TV, episodio 1x24 (1986)

## Doppiatori italiani
Nelle versioni in italiano dei suoi film, Ian Wolfe è stato doppiato da:
- Amilcare Pettinelli in Notte senza fine, Johnny Belinda, Gli amanti della città sepolta, Il mago Houdini, Gioventù bruciata, Testimone d’accusa, Una notte movimentata
- Lauro Gazzolo in Il figlio di Montecristo, Gli amanti del sogno, La casa dei nostri sogni, Un posto al sole, Sette spose per sette fratelli, Avventura nella fantasia
- Giovanni Saccenti in Il grande Caruso, La regina vergine, Il segreto di Pollyanna
- Gino Baghetti in Il mistero del carillon (doppiaggio tardivo), Assassinio al terzo piano
- Nino Camarda in I miserabili
- Cesare Fantoni in Giulio Cesare
- Fernando Cerulli in La figlia del diavolo
- Mico Cundari in Dr. Creator - Specialista in miracoli
- Valerio Ruggeri in La donna del bandito (ridoppiaggio)[2]
- Silvio Anselmo in Il calice d'argento (ridoppiaggio)
- Rodolfo Bianchi in L'uomo che fuggì dal futuro (ridoppiaggio)